# Milpitas
Milpitas – miasto w Stanach Zjednoczonych, w stanie Kalifornia, w hrabstwie Santa Clara.